# Nikolai Tolstoy
Nikolaj Dmitrievič Tolstoj-Miloslavskij, noto come Nikolai Tolstoy (in russo Николай Дмитриевич Толстой-Милославский?; 23 giugno 1935), è un saggista e storico britannico di origini russe.

## Biografia
Discende da Ivan Andreevič Tolstoj (1644-1713) che è il fratello maggiore di Pëtr Andreevič Tolstoj e da cui discende invece il più celebre Lev Tolstoj.